# 生出塚埴輪窯跡

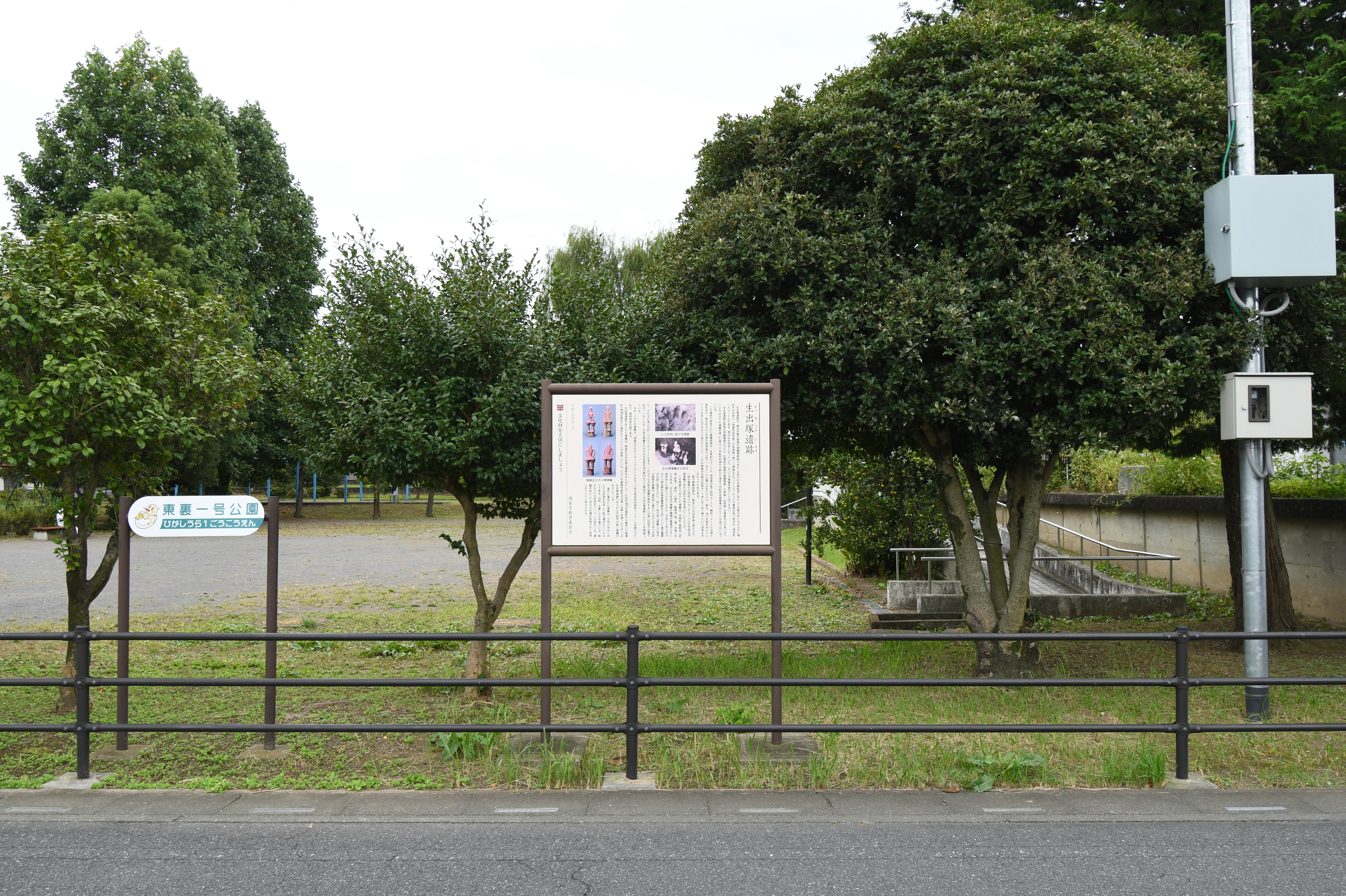
生出塚遺跡 説明板付近

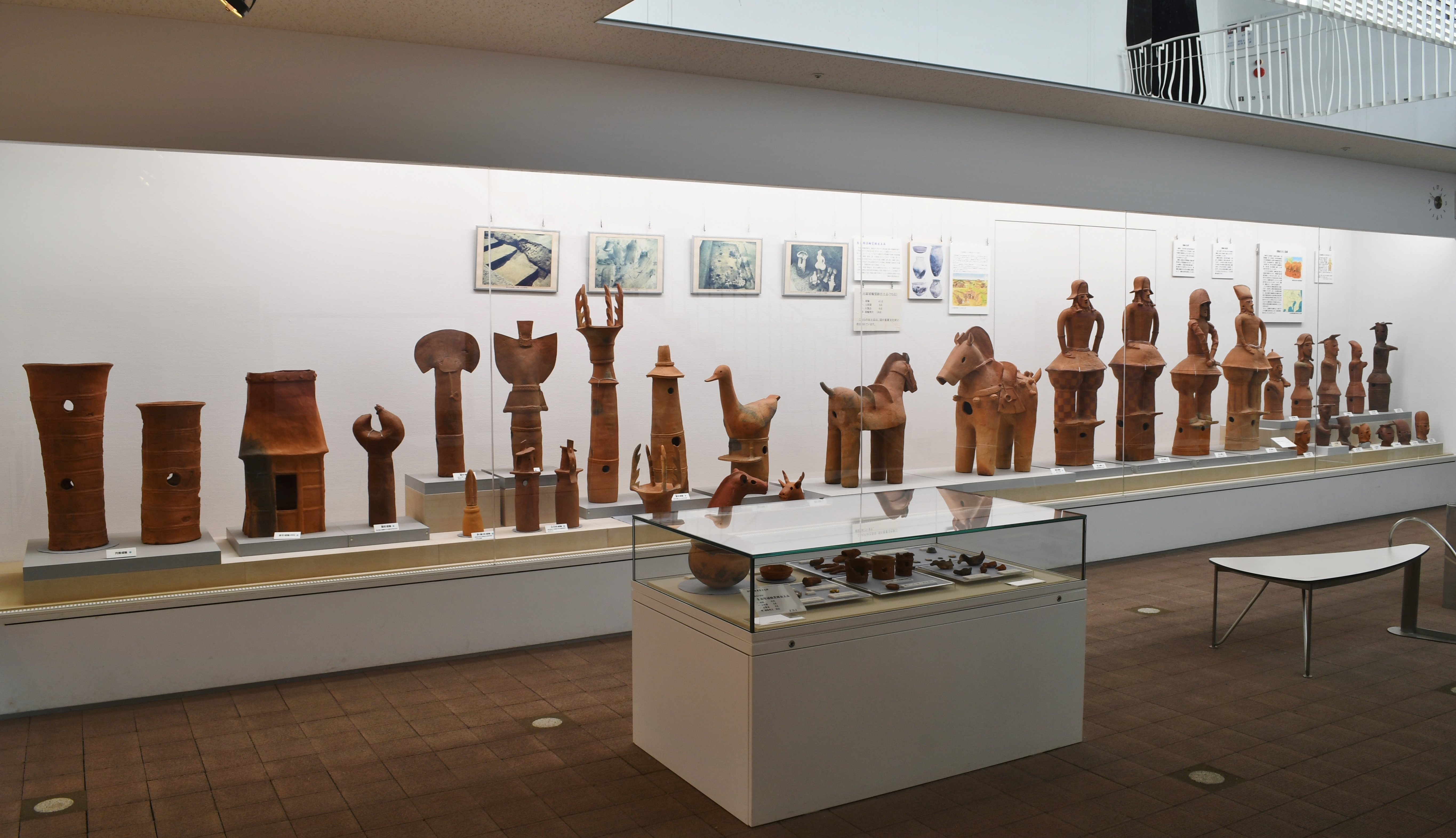
出土埴輪（国の重要文化財）鴻巣市文化センター「クレアこうのす」展示。

生出塚埴輪窯跡（おいねづかはにわかまあと、生出塚埴輪窯跡群/生出塚遺跡）は、埼玉県鴻巣市にある古墳時代後期の東日本最大級の埴輪生産遺跡。出土品は国の重要文化財に指定されている。

## 概要
遺跡は、JR東日本鴻巣駅の北東約1キロメートルから東方約2キロメートルにかけて立地し、それぞれの遺構は鴻巣警察署東側の元荒川沖積地を望む台地上に分布している。標高は19メートルないし20メートルであり、沖積地との標高差は約5メートルである。
1976年（昭和51年）に埴輪窯跡が確認され、1979年（昭和54年）には埼玉県教育委員会の発掘調査が開始されて、以後、現在まで分布調査や発掘調査が40回以上にわたっておこなわれている。その結果、遺跡内から40基の埴輪窯跡および2基の埴輪工房跡、および、粘土採掘坑1基、工人と思われる人びとの住居跡9軒、土坑1基などを確認している。埴輪製作にかかわるこれら一連の遺構の検出によって、東日本では最大級、日本国内でも屈指の埴輪生産遺跡であることが判明した。
埴輪窯跡は地表面から2メートルないし2.5メートルほど掘り下げ、ここを中心にヤツデ状に埴輪焼成部が地表に向かって延伸する構造の地下式窖窯（あながま）となっている。各窯の本体は、切り合い関係の精査により、同時操業されたものではなく、中央の作業場を共有しながら順序よく、継続的に築かれたものであることを確認した。埴輪生産は5世紀末葉から6世紀末葉まで継続されたものと推定される。
なお、遺跡周囲には生出塚古墳群に属する多数の古墳が分布している。古墳の多くは円墳である。

## 生出塚窯跡で生産された埴輪の分布

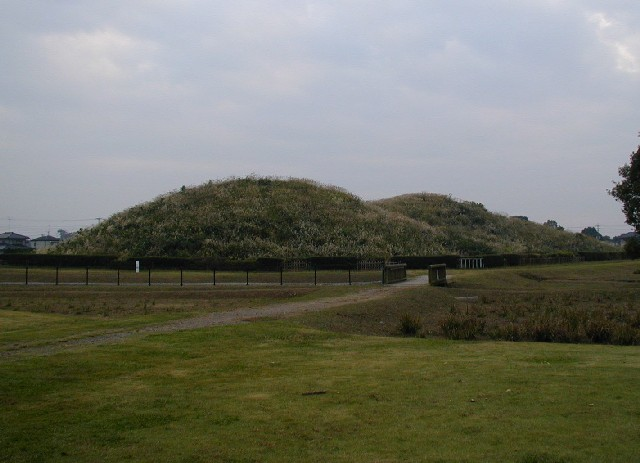
行田市の二子山古墳

行田市の埼玉古墳群、坂巻14号墳はじめ埼玉県内の諸古墳、また、千葉県や東京都、神奈川県など東国とくに南関東各地の古墳から、生出塚埴輪窯跡で生産されたとみられる埴輪が出土している。

### 埼玉県
埼玉古墳群のなかで最大規模の二子山古墳は6世紀中葉に造営されたものとみられ、墳丘長138メートルを有し、古代ムサシにおける最大の前方後円墳である。この古墳の周濠より出土した円筒埴輪の多くは、生出塚埴輪窯跡および東松山市の桜山埴輪窯跡で生産されたものと考えられている。また、全長53メートルの前方後円墳で6世紀前半の愛宕山古墳出土の蓋形埴輪の形状から生出塚窯跡で生産された可能性が高いとされる。また、加須市の種足古墳群からは、古墳時代後期の埴輪として、水鳥、馬、イノシシ、人物をかたちどった形象埴輪が出土しているが、これも生出塚窯跡で生産されたものと推定される
さいたま市浦和区の伝東宮下出土の人物埴輪2体には線刻画が施されており、考古資料として重要なものであるが、生出塚遺跡で生産されたものと考えられている。現在、2体とも大宮区のさいたま市立博物館に所蔵されている。また、さいたま市大宮区三橋にあったとされる前方後円墳で6世紀中葉すぎに造営されたとみられる井刈古墳（側ヶ谷戸古墳群）は既に消失してしまった古墳であるが、出土した人物埴輪2点、馬形埴輪2点は騎西町出土の生出塚産とされる埴輪に似ており、やはり生出塚埴輪窯跡で製作されたものである可能性が高い。
大宮台地南端の埼玉県川口市の新郷古墳群にかつて存在した宮脇2号墳は6世紀後半以降造営の円墳と考えられている。宮脇2号墳出土の埴輪も生出塚遺跡で生産されたものと推定され、また、川越市の南大塚古墳群5号墳出土の円筒埴輪も後述の山倉1号墳と同一工人集団による生出塚産の埴輪と推定される。
戸田市の南原遺跡遺跡出土の埴輪（頭部）もまた生出塚で生産されたものと考えられ、以上のような分布状況から、荒川・元荒川の水運が当時にあっては重要な流通経路となっていたことが推察されている。

### 千葉県

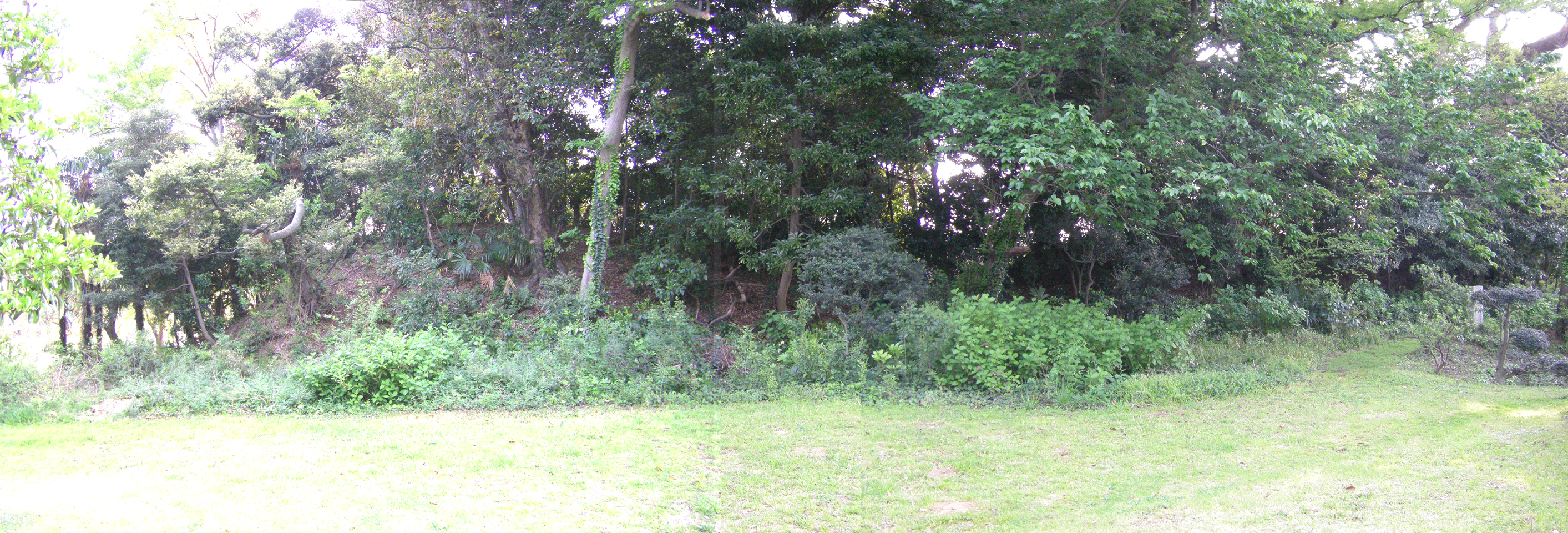
市川市の法皇塚古墳

千葉県市原市山倉の山倉古墳群1号墳は全長約49メートルの前方後円墳であるが、2004年（平成16年）、生出塚遺跡で生産された埴輪群が出土した。そこでは、人物埴輪と円筒埴輪が列状に配置された状態で検出されている。人物埴輪の特徴としては筒袖の衣服を着用しているものがあることが掲げられる。山倉1号墳出土埴輪は、考古学的な観察によっても、また、自然科学的な胎土分析の結果からも、すべての円筒埴輪・形象埴輪がいずれも生出塚産であることが判明している。
千葉県市川市国府台の6世紀代の前方後円墳法皇塚古墳（全長約65メートル）でも生出塚遺跡で生産された家形埴輪が出土している。この古墳の埴輪の供給地としては、生出塚遺跡のほか印旛沼・手賀沼周辺の窯業地が推定されている。

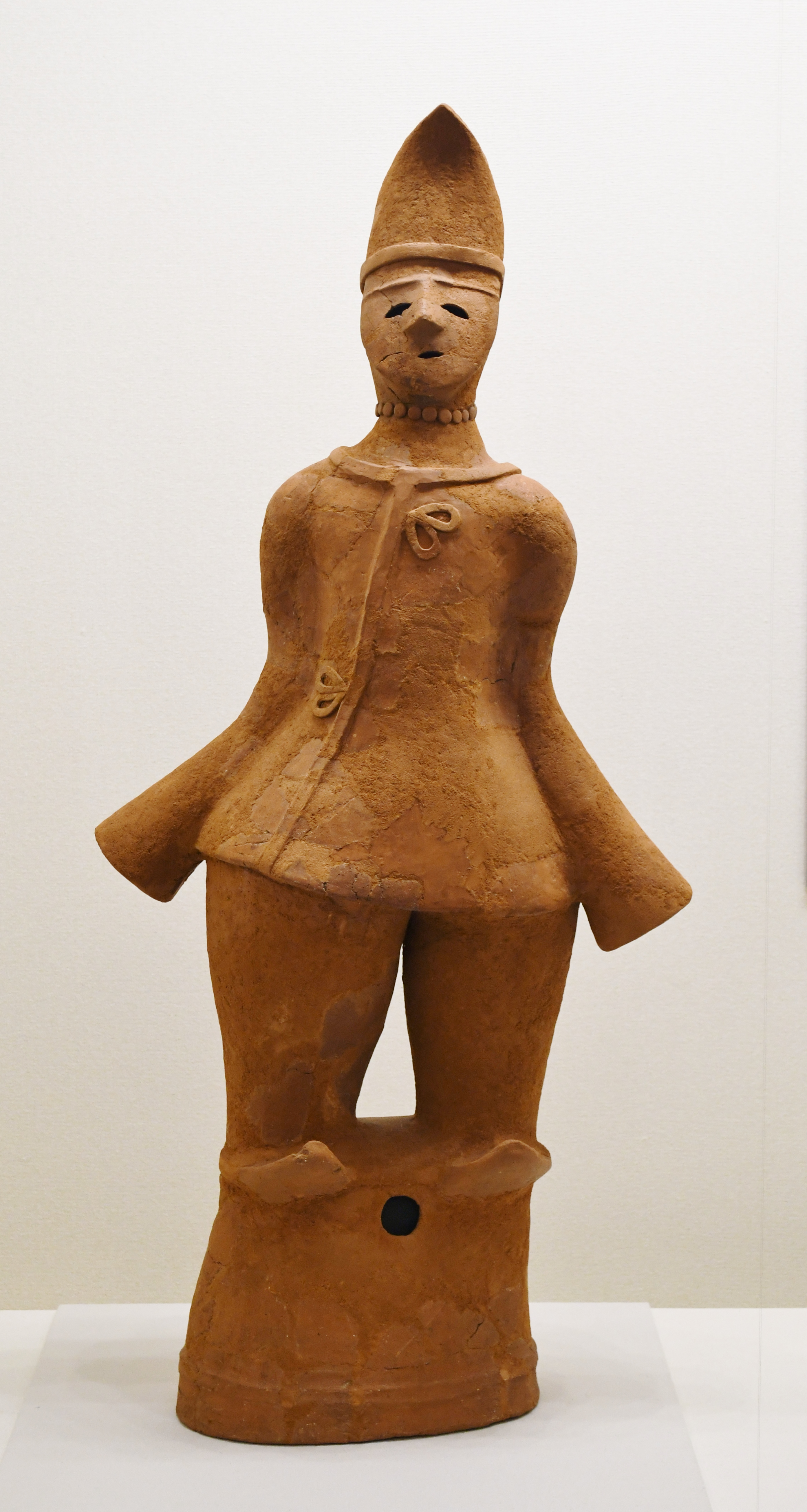
山倉1号墳 人物埴輪
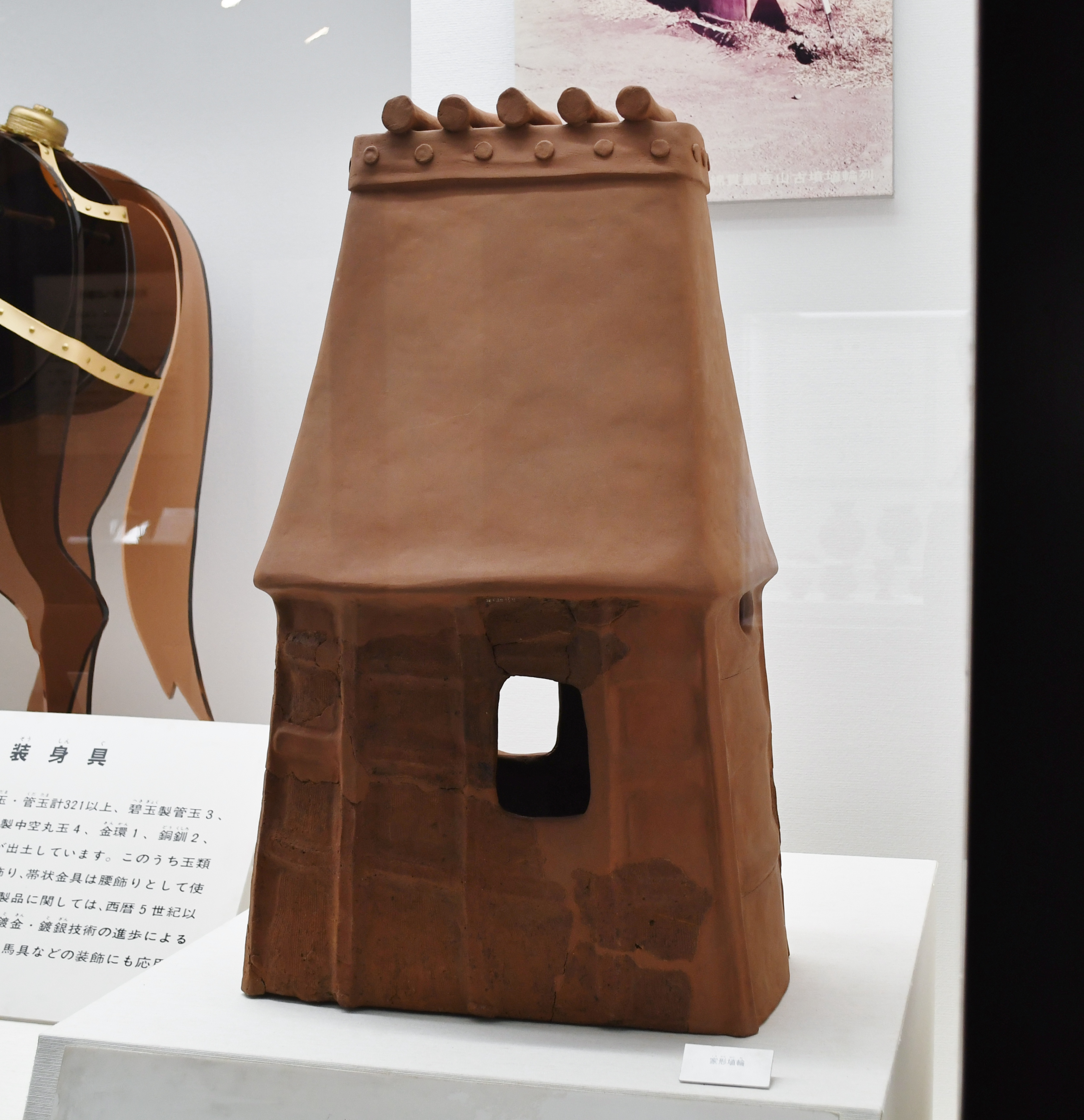
法皇塚古墳 家形埴輪

### 東京都
東京都大田区田園調布に所在する多摩川台古墳群は、6世紀前半から7世紀中葉に営まれたと考えられる古墳群であるが、そのなかに最初につくられた2号墳を前方部、のちに1号墳を後円部として造営した全長約39メートルの前方後円墳がある。ここからも、生出塚産と推定される人物埴輪・円筒埴輪が出土している。

### 神奈川県
神奈川県横浜市緑区の北門古墳群（ぼっかどこふんぐん）1号墳（6世紀末、円墳）出土の埴輪も生出塚遺跡で生産されたものと考えられている。北門1号墳出土の貴人埴輪は、上述の市原市の山倉1号墳出土の貴人埴輪と酷似している。また、川崎市幸区塚越の塚越古墳でも2013年（平成25年）の調査で生出塚産と見られる円筒埴輪が発見された。これは、生出塚の埴輪が供給された川崎市内の古墳の中では最も古いものとされる。

## 窯跡出土埴輪の重要文化財指定
2005年（平成17年）6月9日付けで、生出塚遺跡から出土した埴輪41点、土師器5点、石製品6点および埴輪残欠18点が「埼玉県生出塚埴輪窯跡出土品」の名称で重要文化財に指定された（埴輪残欠18点は附指定）。所有者は鴻巣市である。指定された埴輪のなかでも武人埴輪1体と貴人埴輪3体は、それぞれ像高130センチメートル前後の全身像を表した人物埴輪の優品である。
武人埴輪は、頭部に冑をかぶり、肩と胴部には甲をつけ、腰の大刀に手をかけた体勢をとっている。脚部は袴を膝の部分でくくり、細かい線で格子状の幾何文様を描いたうえで市松模様で赤色塗彩が施されている。甲冑、顔面、腕、大刀も赤彩がなされている。
3体の貴人像は、当時の男子正装による文人像である。首飾りと耳飾りをつけ、両手を腰に置くなど3体ともほぼ同じ姿勢が取られている。うち1体は頭巾状の帽子をかぶり、他の2体は振り分け髪となっており、いずれも美豆良（みづら）を結っている。脚部は武人像同様に市松文様が描かれるほか、棒縞文様も描かれている。この3体は同じ窯跡（生出塚15号窯）の中央部に並べられた状態で出土しており、焼成後、窯から出された状態でそのまま放置されたものと考えられている。
これらの埴輪は、彩色の残りもよく、当時の窯業技術の高さを物語る優品であるとともに、用いられた古墳の所在も判明しており、窯跡出土の埴輪として、埴輪の生産と供給関係を知る上で欠かすことのできない基準資料である。鴻巣市では、2007年（平成19年）度から2013年度まで7年間の国庫補助事業として「埴輪修復作業」をおこなっている。
重要文化財に指定された出土品は、現在、クレアこうのすの歴史民俗資料コーナーに展示されている。

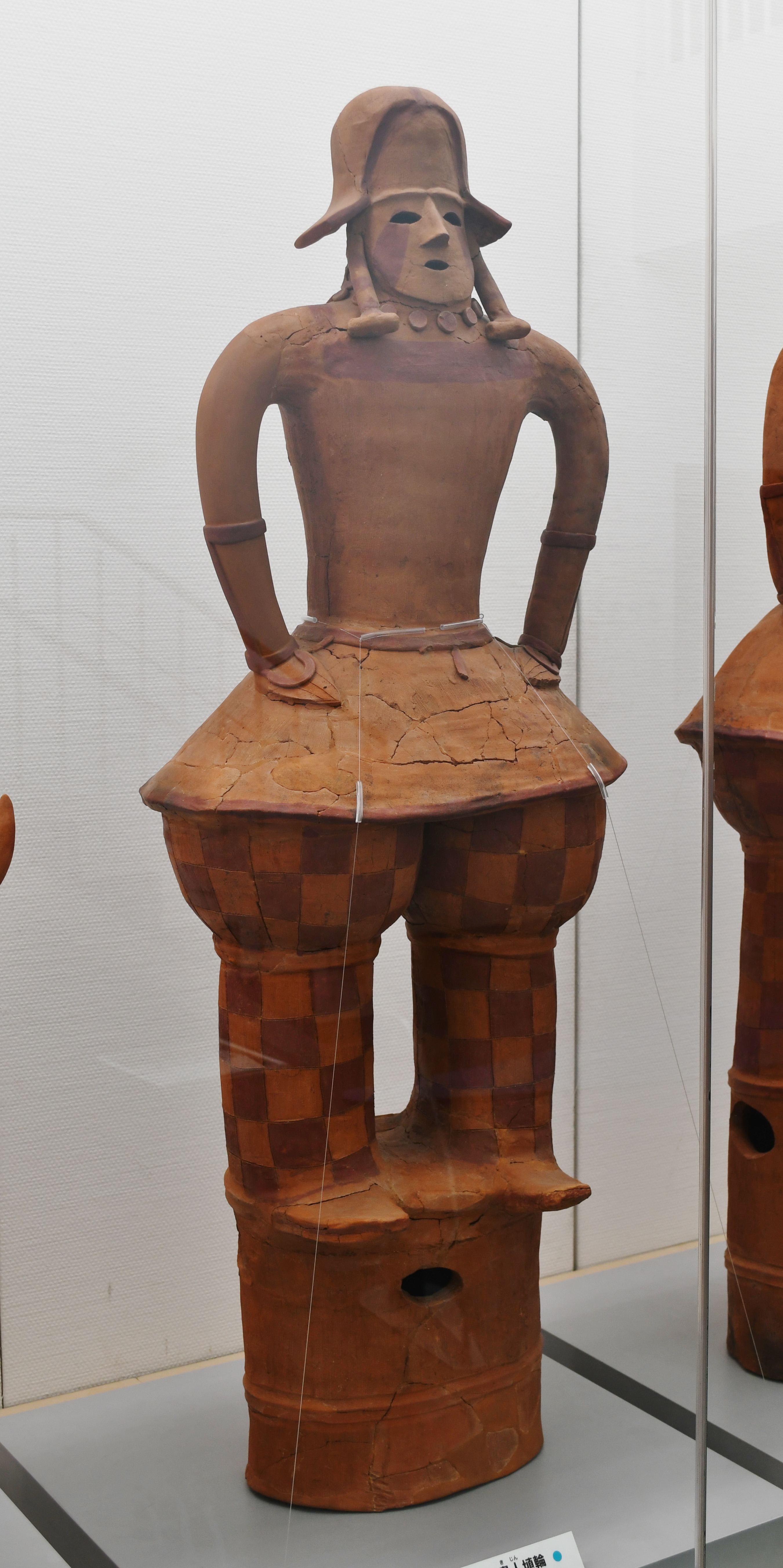
貴人埴輪 鴻巣市文化センター「クレアこうのす」展示（他画像も同様）。
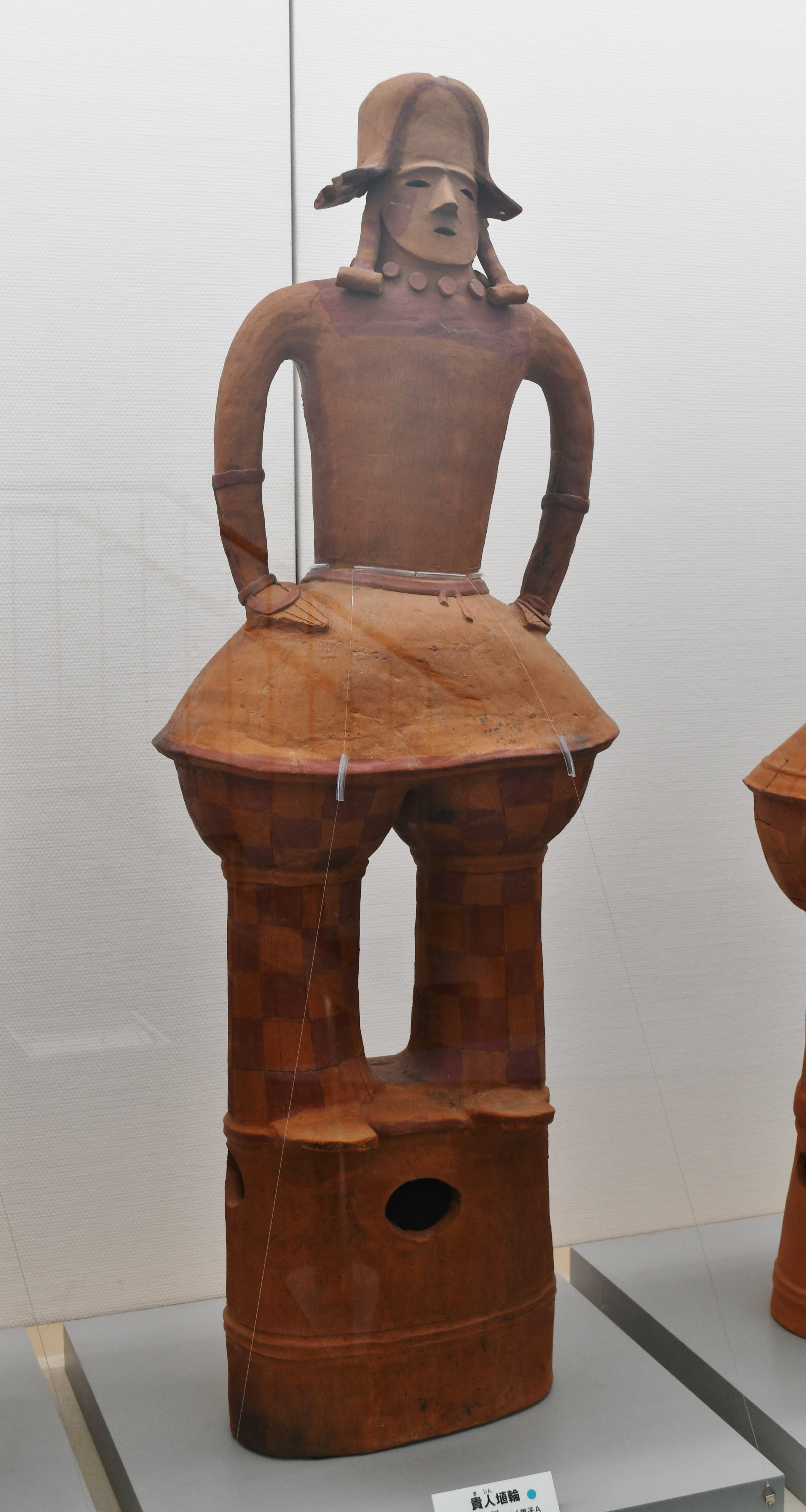
貴人埴輪
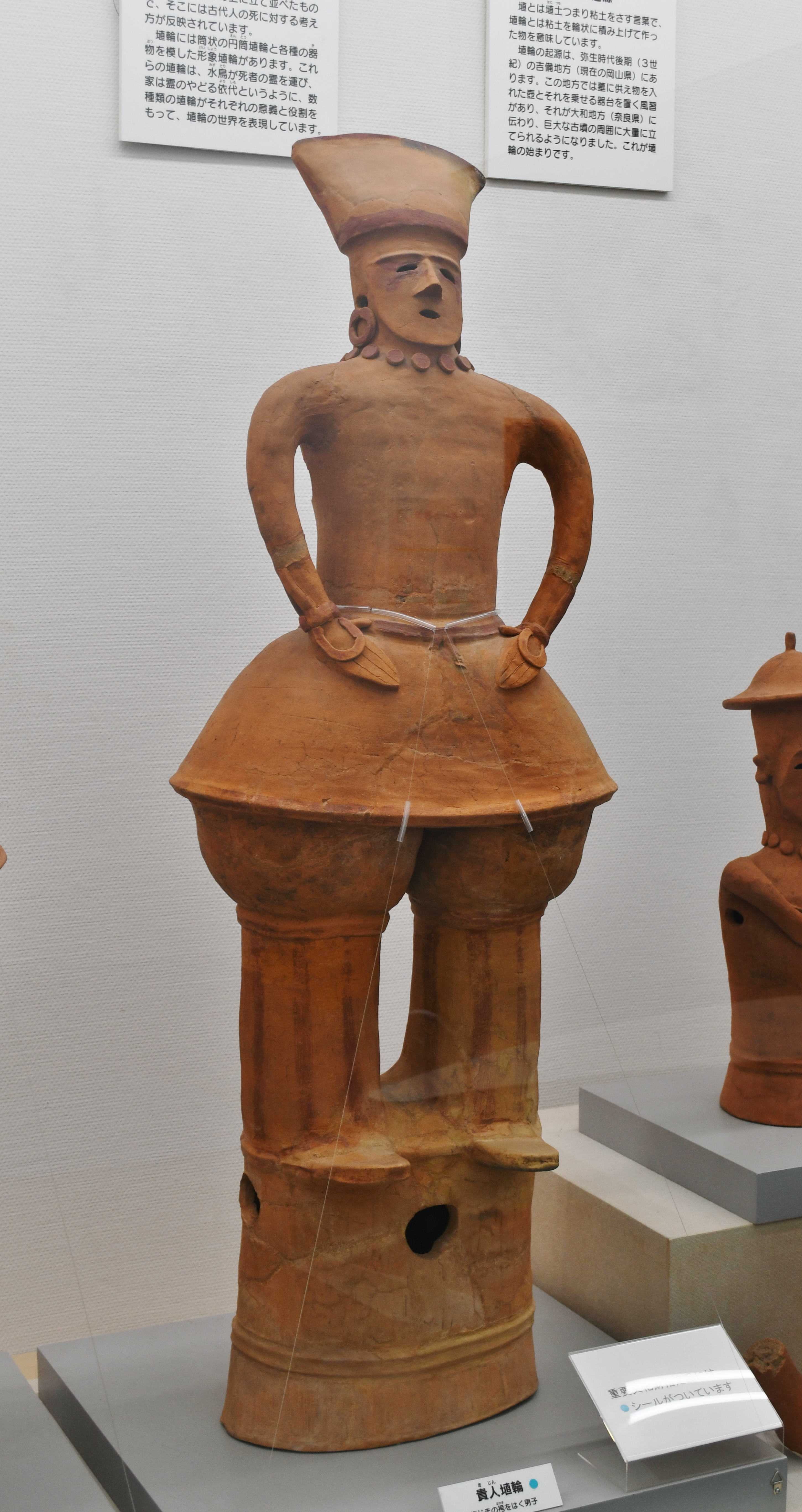
貴人埴輪
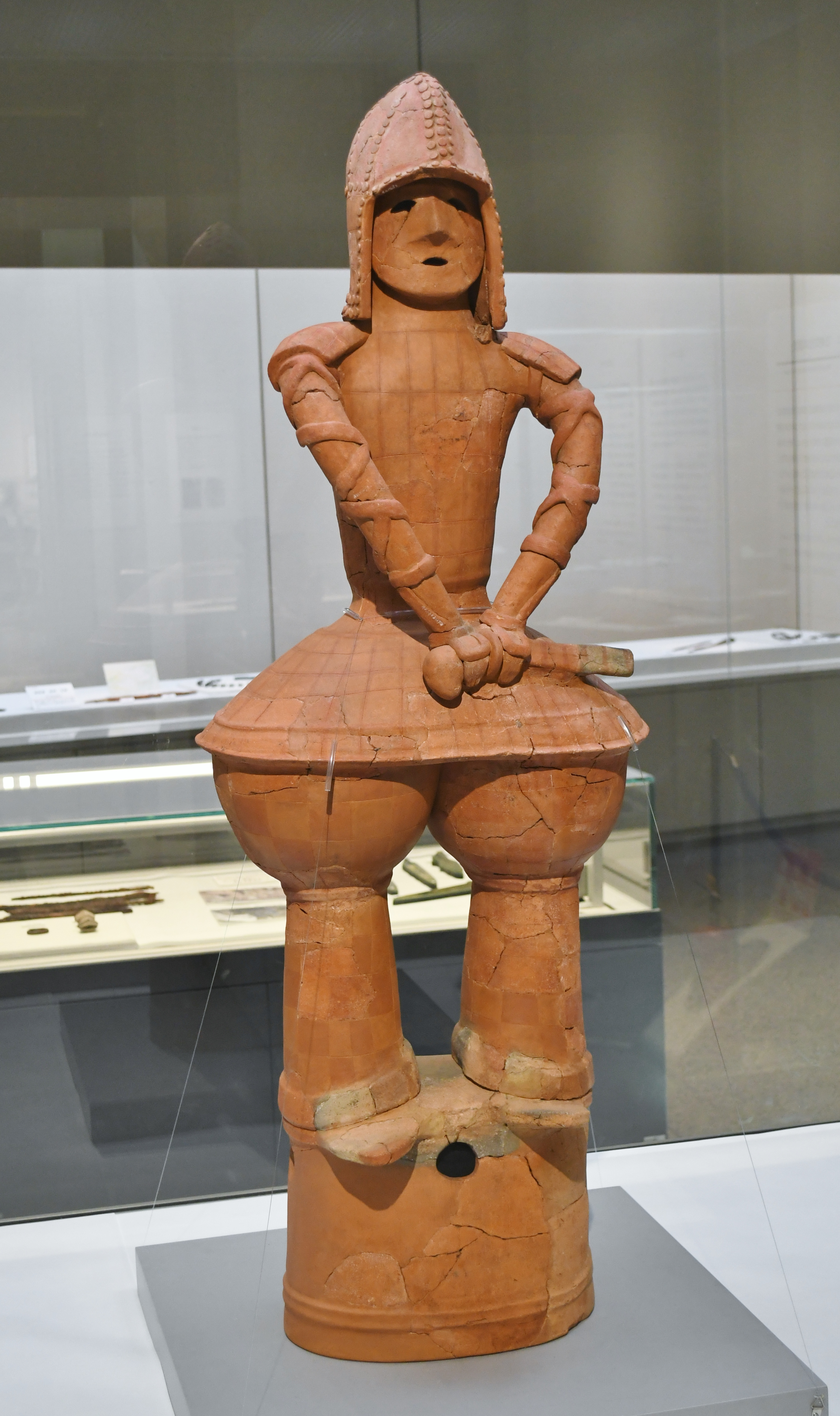
武人埴輪 大阪歴史博物館企画展示時に撮影。
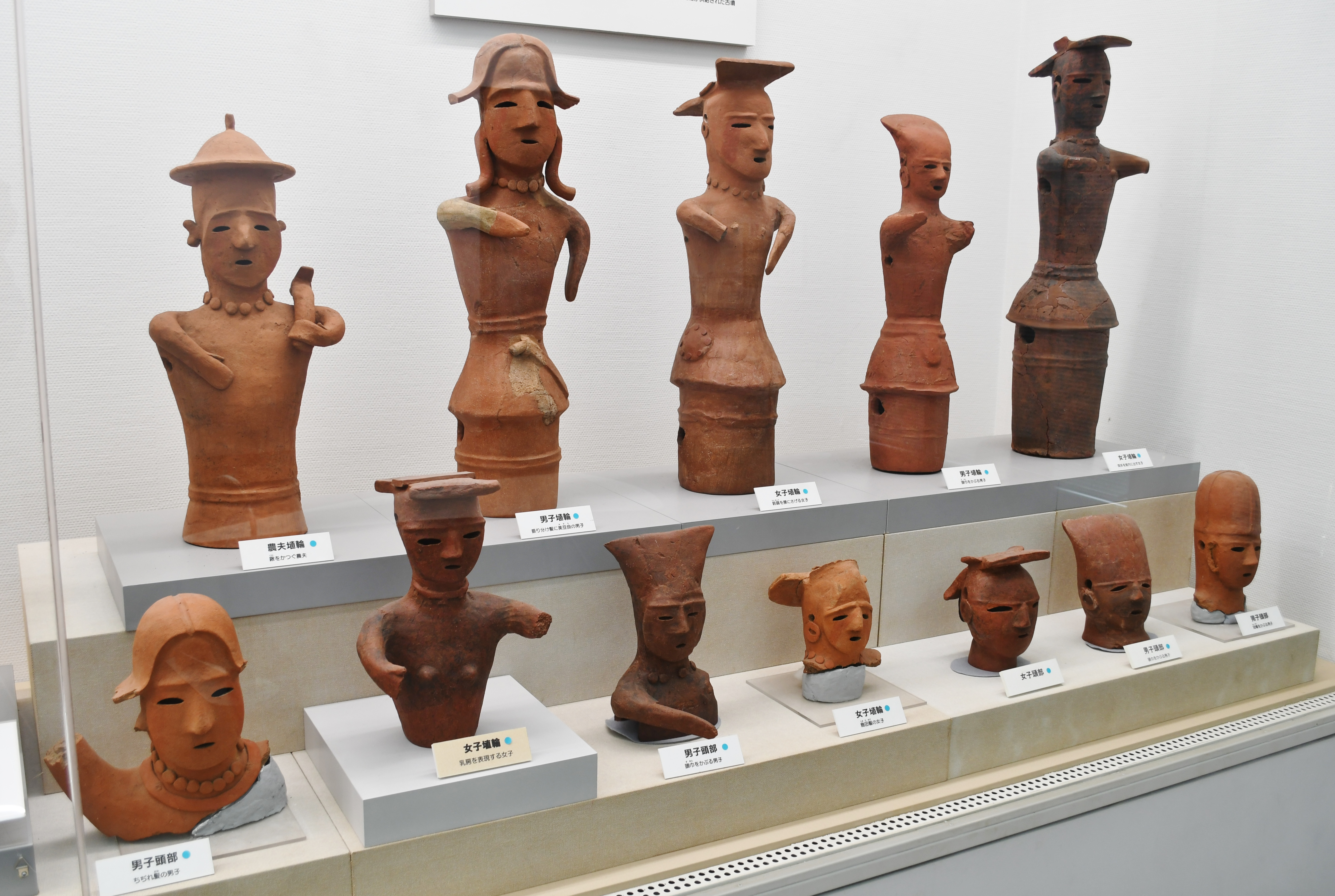
小型人物埴輪
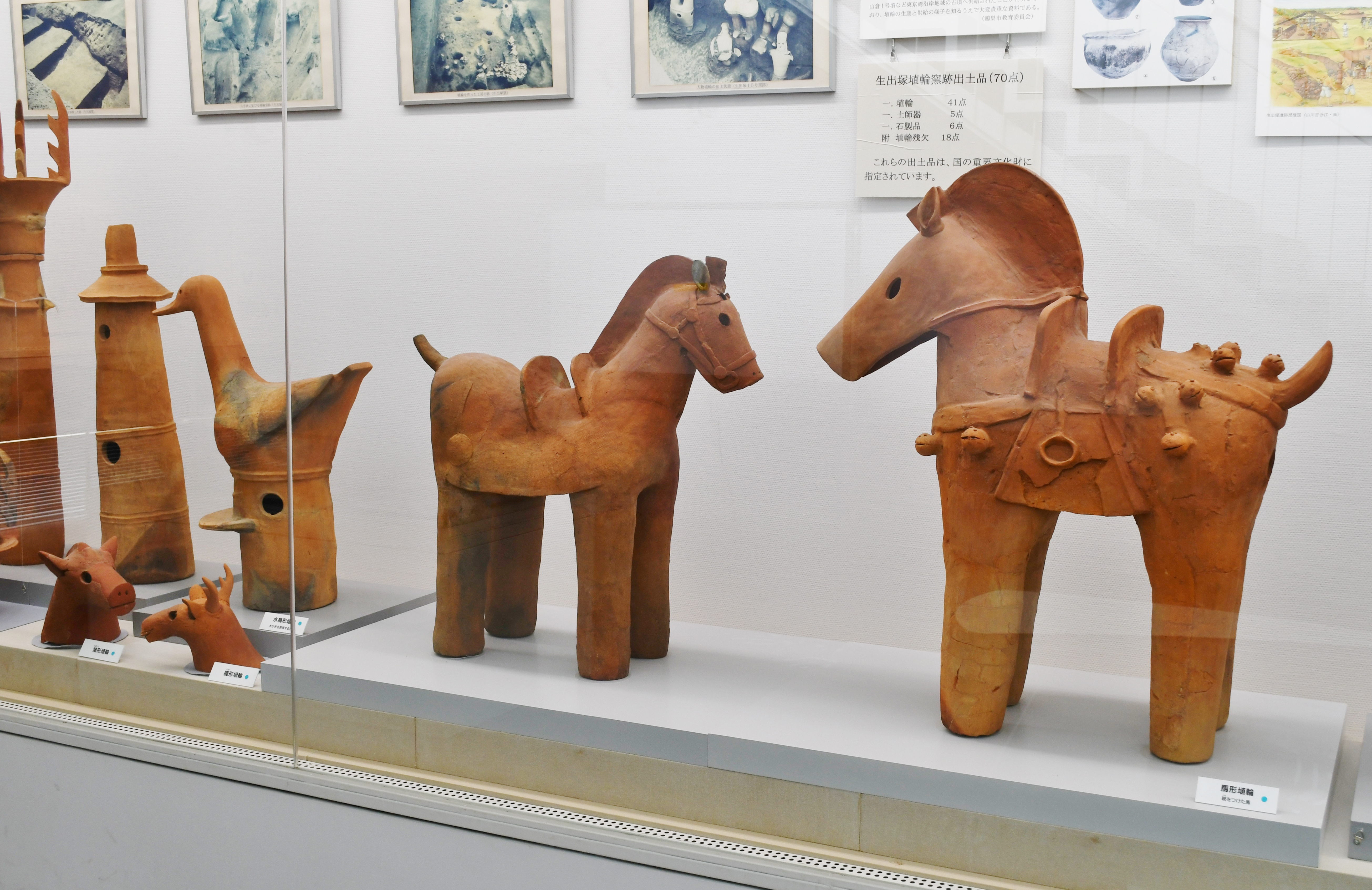
動物埴輪
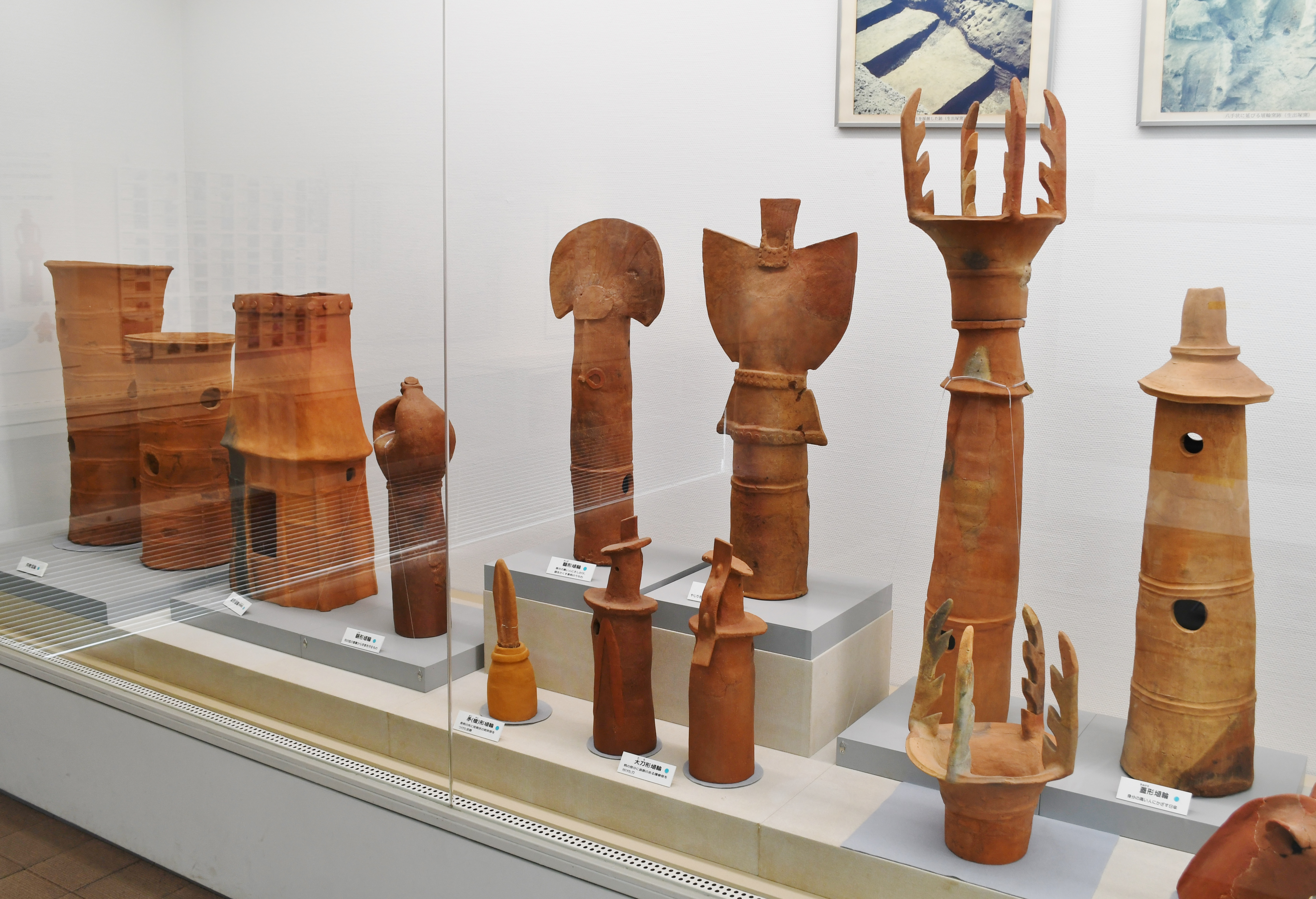
器財埴輪・円筒埴輪

## 埴輪の生産と遠隔地への供給
東国の人物埴輪残欠のなかには、腕が折れて断面に穴が確認される事例がみられる。これは、製作時に棒状の木を粘土でくるんで成整形したのち木を抜いて胴部に貼り付けたために生じた穴だと考えられる。このような製作技法は、埼玉県東部と茨城県北部で顕著にみられ、東国に特有の技法と考えられる。考案したのは、埼玉古墳群築造にかかわって埴輪を供給した生出塚埴輪窯の工人たちと思われ、それが常陸北部にまで伝播したことは、工人相互の人的・技術的交流が広域にわたっていたことを物語る。
生出塚埴輪窯ではまた、上述したように直線距離にして54キロメートル離れた大田区多摩川台第1+第2号墳（西岡第45号墳）、さらには95キロメートル離れた市原市の山倉1号墳の埴輪を製作していたことが判明している。このように埴輪を遠隔地の古墳へ長距離運搬するに際しては、河川や海などの水上交通が重要な役割を担っていたものと考えられる。また、千葉県の事例では、山倉1号墳で見つかった埴輪全部が生出塚産であるのに対して、法皇塚古墳の場合は生出塚産と「下総型」との共存関係があったことは注目に値する。

## 文化財

### 重要文化財（国指定）
- 埼玉県生出塚埴輪窯跡出土品（考古資料） - 明細は次の通り。鴻巣市所有。2005年（平成17年）6月9日指定[14]。
  - 埴輪 41点
  - 土師器 5点
  - 石製品 6点
  - （附指定）埴輪残欠 18点